# Tuïr
Tuïr (pronunciat [tuˈi]) és una comuna de la Catalunya del Nord, de 7.347 habitants el 2013, a la comarca del Rosselló. Forma part de la subcomarca dels Aspres i és el cap del cantó dels Aspres. Els habitants de Tuïr tenen el sobrenom de "reguitnaires".

## Etimologia
Joan Coromines explica el topònim Tuïr a partir de la forma llatina villa tŭgŭrĭī, el mas de la cabana. Aquest topònim apareix documentat com a Toyr el 1304.

## Geografia

### Localització i característiques generals del terme

Situació de la comuna de Tuïr al Rosselló

La comuna de Tuïr, d'una extensió de 199.000 hectàrees, és a la Plana del Rosselló, tretze quilòmetres al sud-est de Perpinyà. Es troba a la porta dels Aspres, una subcomarca que constitueix el piemont del Canigó entre la Tet i el Tec, i a tocar del Riberal, una altra subcomarca del Rosselló (de fet, l'extrem nord-oest del terme de Tuïr ja és en aquesta regió). La vila és a 23 quilòmetres de la mar Mediterrània i a 35 de la pica del Canigó (2.784 m). Tot i no ser pròpiament dels Aspres, sinó als peus d'aquesta regió, fa de cap del cantó que duu aquest nom.
Tot i pertànyer a la Plana del Rosselló, la comuna de Tuïr no és estrictament un territori pla, ja que presenta diverses realitats geogràfiques diferents entre elles: la depressió del sector oriental, compartida amb Llupià, la zona de vinyes altes de l'Aspre, dessota de les quals hi ha terres de regadiu a través del rec de Tuïr a la part alta i el rec de Perpinyà a la més baixa, les agulles i torrents que són origen de la Bassa, un dels dos rius de Perpinyà, la zona de turons com el Rigall a ponent, amb marcats còrrecs, al límit amb Castellnou dels Aspres, i el turó on es dreça el poble, enmig d'una zona plana per on s'ha estès el poble modern.
Al sector sud-oest del terme, al Causse, a cavall de les comunes de Tuïr i Santa Coloma de Tuïr, hi ha la important Pedrera departamental de Tuïr.
Termes municipals limítrofs:
| Sant Feliu d'Amunt     | Sant Feliu d'Avall / El Soler | Toluges / Cànoes          |
| Castellnou dels Aspres |                               | Pontellà i Nyils / Llupià |
|                        | Santa Coloma de Tuïr          | Terrats                   |

### La vila de Tuïr

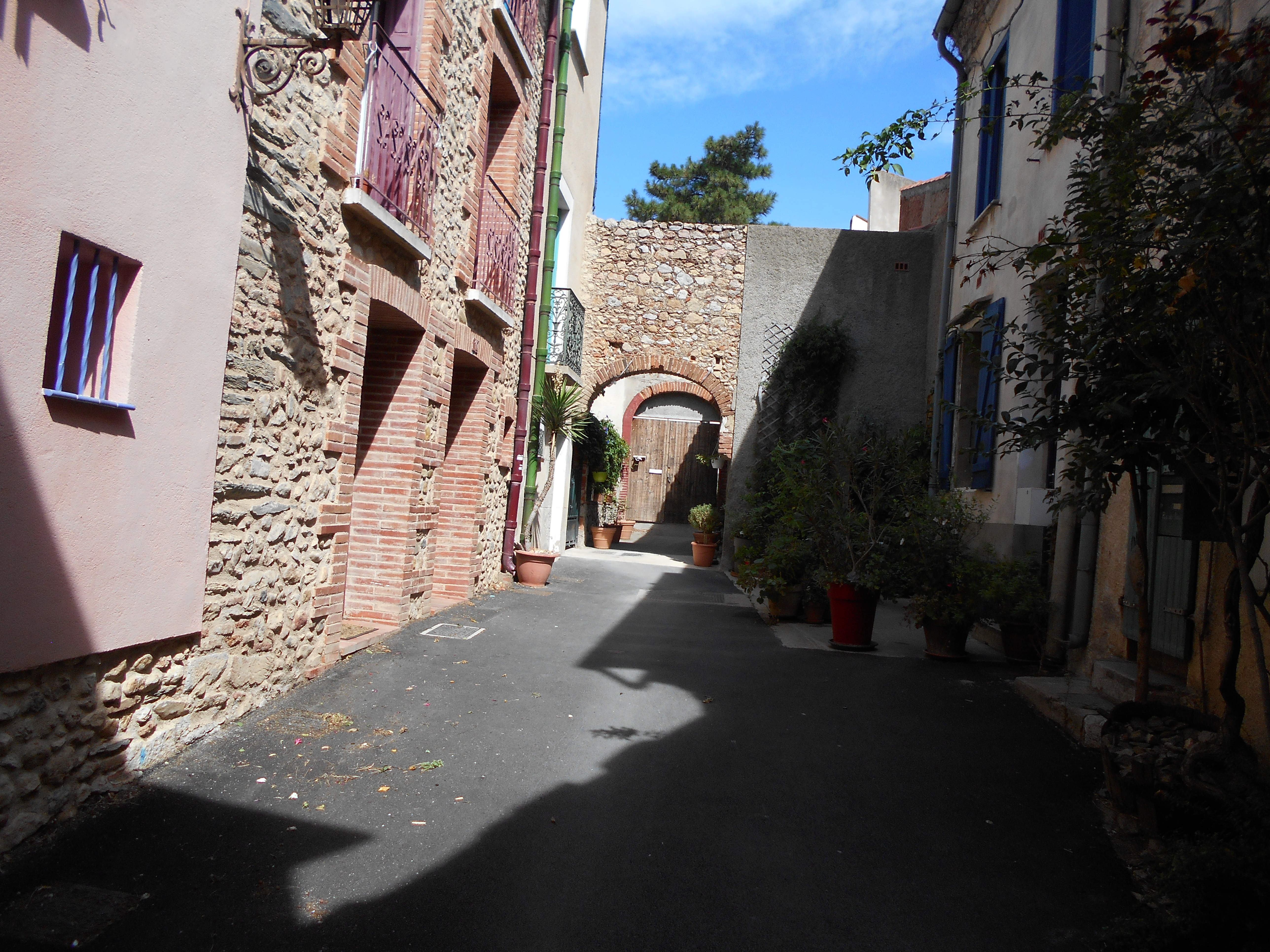
La cellera de Tuïr

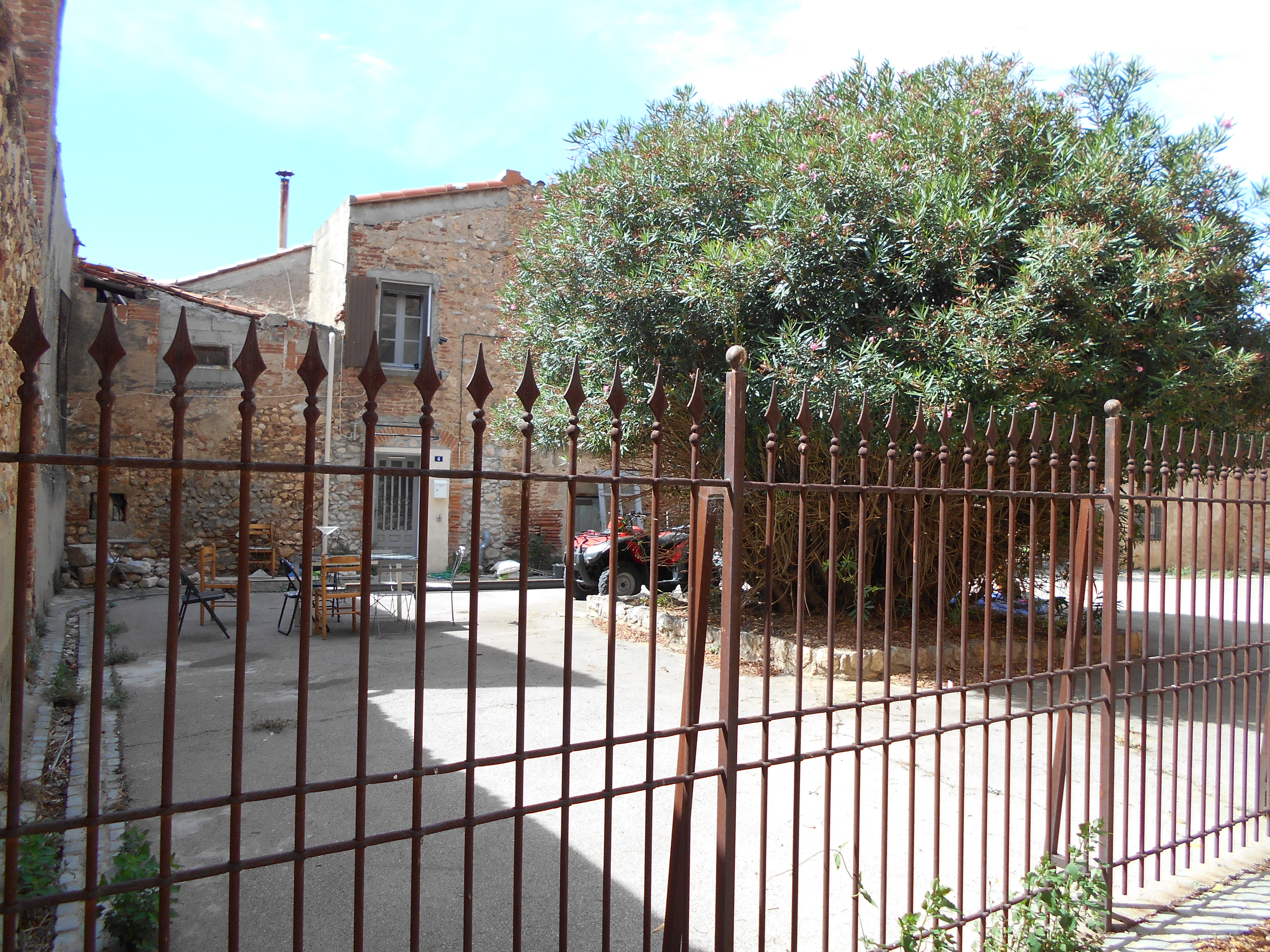
La Ciutadella de Tuïr

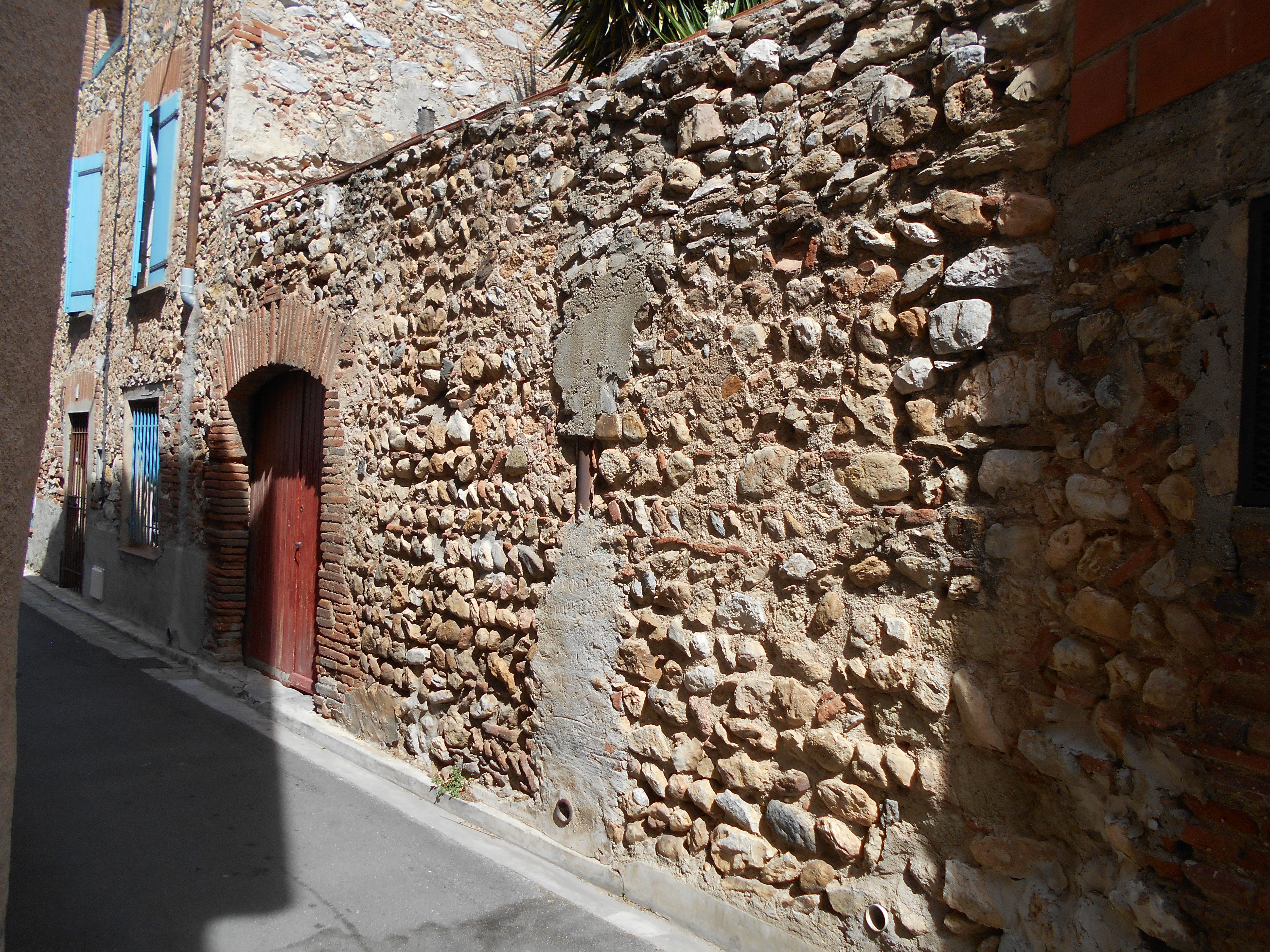
Paret medieval de la cellera

La vila de Tuïr va néixer aturonada enmig de la plana, per necessitat de defensa, i alhora, en un important encreuament de camins. Nascuda a partir d'una cellera organitzada a l'entorn de l'església parroquial de Sant Pere i del seu cementiri, el segle xiii veié formar-se una vila fortificada a l'entorn de la cellera, tancant amb muralles aquella vila primigènia i els barris medievals crescuts a l'entorn, amb el castell a l'interior. El castell desaparegué, substituït per la ciutadella, d'ús militar fins a èpoques recents. Era al costat meridional de l'església parroquial, on encara es conserva el nom de ciutadella.

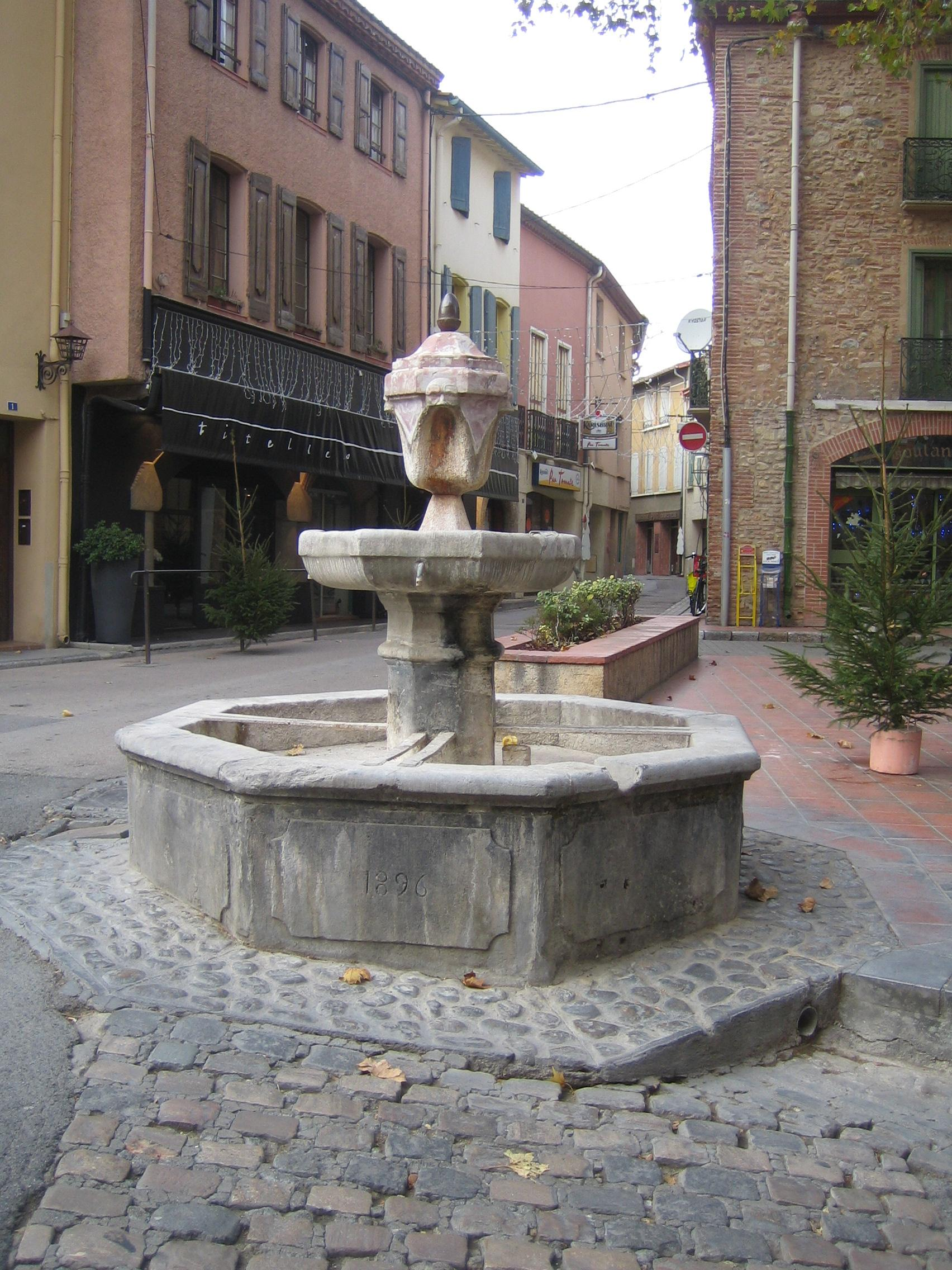
Vista de Tuïr

El nucli antic conserva sis portals del recinte fortificat: Portal de Castellnou, o dels Molins, Portal de Llupià, Portal del Prat, Portal de Perpinyà, o del Trony, Portal de Santa Coloma i Portal de Sant Pere. Dins d'aquesta vila vella hi havia diversos molins o trulls, ara desapareguts: el Molí de l'Oli d'en Desvalls, el Molí de l'Oli d'en Marquí, el Molí de l'Oli d'en Tardiu, i el Molí Paperer.
Dins de la vila baixmedieval es creà l'Hospital de Pobres, citat ja al segle xiii, que tenia la capella de Sant Jaume, després de Nostra Senyora de les Neus, actualment desapareguda i, ja fora muralles, al segle xix es construí la capella neogòtica de Sant Joan, inicialment oratori de Can Vilar, i en l'actualitat està desafectada. Està adossada a una de les restes de la muralla medieval de la vila. La vila de Tuïr es formà a partir dels barris de la Cellera (el més antic), i el Solà, dins del nucli antic, als quals s'anaren afegint d'altres barris, ja en època moderna, com el Convent (del Convent de Caputxins), el Puig i Tuïr d'Avall. En el límit entre la vila closa i els primers eixamples s'obriren places espaioses, com la Plaça de la República, que hostatja cada dissabte el mercat.

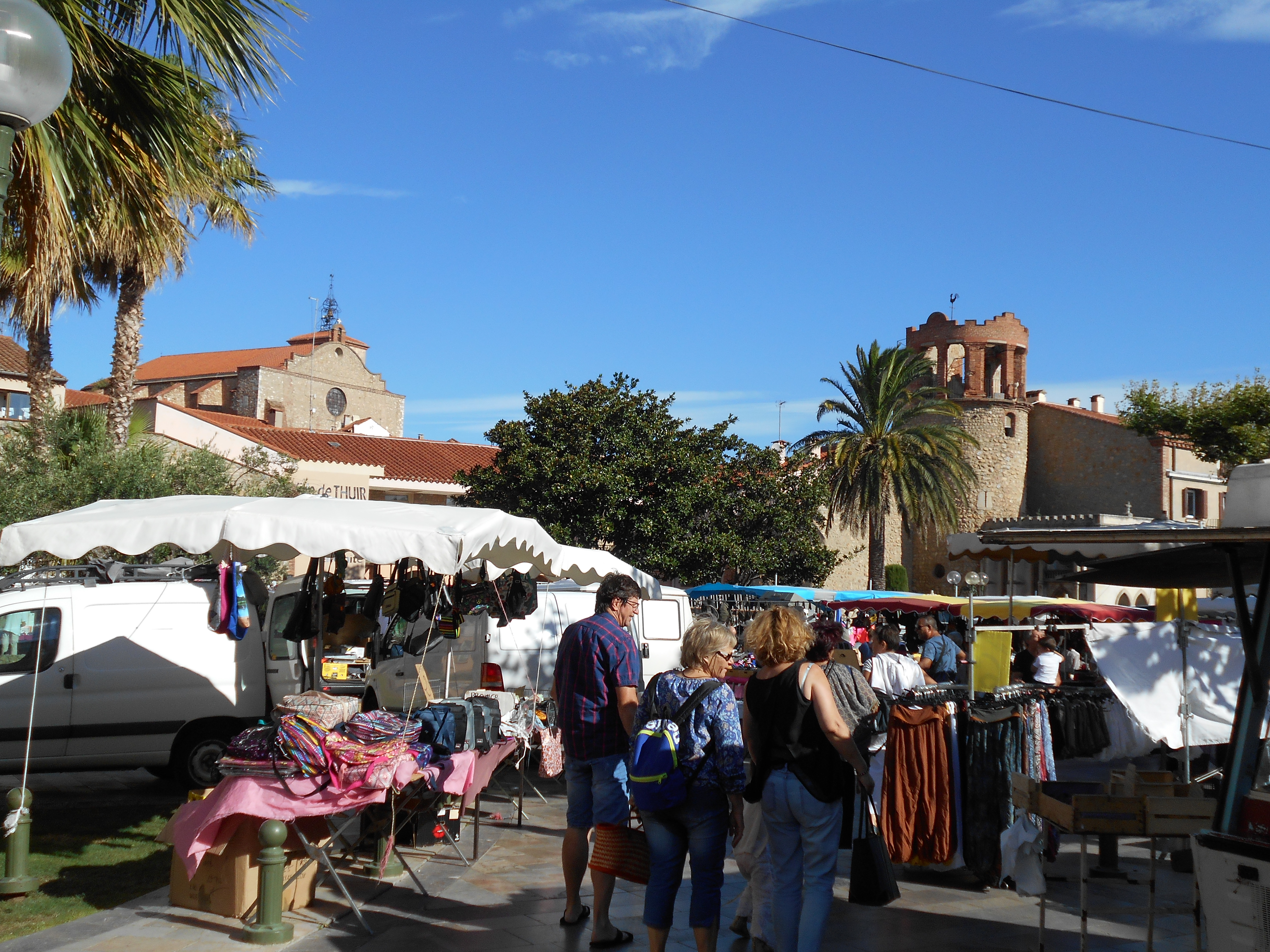
El mercat de Tuïr

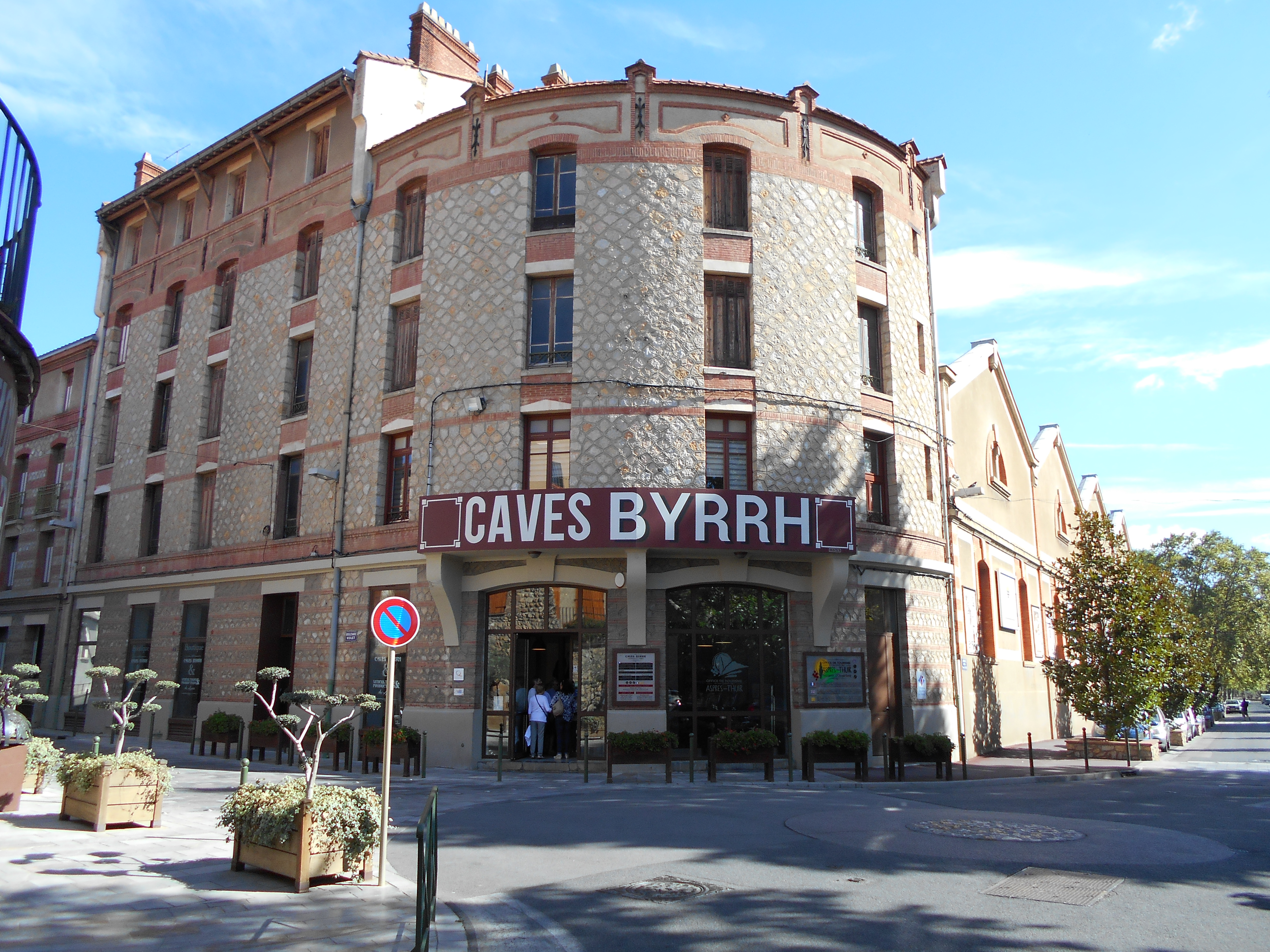
Les caves Byrrh

Ja a l'època contemporània s'hi afegiren, al seu entorn, la Cava Cooperativa, les Caves Byrrh, el Cementiri Nou, el Centre Hospitalari Especialitzat, el Col·legi Moreto, la Destil·leria, l'Estadi Ribera, i les urbanitzacions de la Cantarana, la Sardana i la Terrassa, a més de la Zona Industrial. El Tuïr actual s'estén per tota la plana a l'entorn de la vila antiga, aproximant-se tant fins als pobles veïns, principalment Llupià i Santa Coloma de Tuïr, que de fet ja hi forma un contínuum urbà.

### El Convent
Antic convent de caputxins, conserva l'església de Sant Francesc. Està situat al sector sud-oest de la vila, al peu de la carretera de Castellnou dels Aspres, a l'Avinguda de Fauvelle. En l'actualitat està desafectada i en mal estat, atès que va ser al llarg de molts anys una dependència més d'una granja, i a l'espai de la capella hi havia hagut una cort de porcs.

### La Mare de Déu de la Pietat
Una de les tres capelles erigides per Pere Aibrí, de Tuïr, a partir de l'autorització obtinguda el 1415 del lloctinent reial. Aquesta és al Camí de Perpinyà, és una petita obra mestra del gòtic. D'una nau curta, d'un sol tram, té un absis poligonal cobert amb volta nervada. Hi ha un porxo a la façana de ponent, on hi ha la porta d'entrada.

### Santa Margarida
Una altra de les tres capelles erigides per Pere Aibrí, de Tuïr, a partir de l'autorització obtinguda el 1415 del lloctinent reial. Aquesta era al Camí del Conflent, aproximadament a la Ruta d'Illa (la D-615 actual), però no en queden ni vestigis.

### Sant Sebastià
La tercera de les tres capelles erigides per Pere Aibrí, de Tuïr, a partir de l'autorització obtinguda el 1415 del lloctinent reial. Aquesta és al Camí de Llupià. És una església tardoromànica, tot i que conserva restes d'una primitiva capella romànica o fins i tot preromànica. Està situada a la sortida del nucli vell de Tuïr en direcció a Llupià, l'actual ruta D-612 (dins del traçat antic, actualment denominat Avinguda del General Guillaut.

### L'Hospital Psiquiàtric del Rosselló
L'Hospital Psiquiàtric del Rosselló, actualment integrat en el complex sanitari del Centre Hospitalari Lèon-Jean Grégory, està situat a l'extrem sud-oest del terme comunal de Tuïr. A la part vella del complex (vella, relativament, ja que es tracta d'un edifici de cap a la meitat del segle xx) hi ha la capella de la Mare de Déu de l'Esperança. Es tracta d'una església de factura contemporània.

### Els masos del terme
Tota la part nord del terme municipal és coneguda genèricament com els Masos, ja que la major part de masies són en aquesta zona.
Tot i que el creixement urbà de la vila ha fet desaparèixer diversos masos, Tuïr encara en conserva d'importants, com el Casot de la Comporta de la Prada, la Fauvelle, el Mas d'Avall, o la Granja-Escola, el Mas Arnau, el Mas Aucell, abans Mas d'en Parent, el Mas Bord, el Mas Cancell, anteriorment Mas Anglada i actualment conegut com a Mas Delriu, el Mas Castilla, el Mas Costa, el Mas Eimeric, el Mas de Flors, abans Mas Arnau, o Mas d'Ervault, el Mas de la Fàbrica, o, simplement, la Fàbrica, el Mas de l'Avart, el Mas de la Vila, o Mas d'en Pepet, el Mas de les Colles, el Mas de les Mossetanes, el Mas del Sau, abans Mas de Vilar, el Mas dels Frares, el Mas de Montcalm, abans Mas d'en Tardiu, el Mas d'en Curel, el Mas d'en Joli, el Mas d'en Marià, el Mas d'en Parent, el Mas d'en -o del- Ratero, el Mas d'en Romeu, el Mas d'en Torcatis, abans d'en Masseta, el Mas d'en Rellà, o d'en Romeu, abans d'en Sabarters, el Mas Maureta, abans Mas Gros del Gascó, el Mas Paraire, el Mas Perot, el Mas Petit, el Mas Ribera, abans d'en Romeu, el Mas Ripoll, el Mas Sant Josep, o d'Amanric, el Mas Sornià, abans d'en Clarà, el Mas Tuixagues, abans d'en Peirer, el Mas Viladomar, o Mas Brossa i la Vil·la Palaudà. D'alguns dels masos es conserva el nom, però a hores d'ara són ja desapareguts: la Barraca d'en Vila, la Blanqueria d'en Marià, el Cortal d'en Cellera, el Cortal d'en Clarà, dos masos anomenats Mas Agel, el Mas d'en Granger, el Mas d'en Tardiu, el Mas de Vulpilleres i el Mas Petit del Gascó.
Tuïr posseïa una bona sèrie de molins: el Molí de Copons, o dels Capons, el Molí Nou, abans Molí d'Anglada, encara conservats, i el Molí d'Avall, abans Casal d'en Soriguera, el Molí d'Amunt, o d'en Roig, abans Casal d'en Querubí, el Molí de la Font i el Molí del Fossar. També hi havia hagut un parell de teuleries, també desaparegudes, actualment: la Teuleria d'en Marquí i la Teuleria d'en Tardiu.

### Els cursos d'aigua
Pel fet que comparteix la Plana del Rosselló amb els contraforts dels Aspres, el terme de Tuïr té les tres principals tipologies de cursos d'aigua que es donen al Rosselló. D'una banda, els canals de drenatge: l'Agulla Cabdal del Pas de Nabou, l'Agulla Cabdal del Prat, o de la Prada, l'Agulla de la Joncasseta, l'Agulla de la Sanya, l'Agulla de l'Eula, l'Agulla del Mas de l'Eula, l'Agulla del Molí de Copons, o dels Capons, l'Agulla dels Camps del Castell, l'Agulla de Sant Sebastià, o Còrrec de la Prada, la Bassa (afluent del riu Tet a la ciutat de Perpinyà) i el Rec de la Carbonella; de l'altra, els canals d'irrigació, com l'Agulla de Ballaró, o de l'Ull de Ballaró, l'Agulla de l'Arbre d'en Carrabí, l'Agulla del Mas d'en Curel, l'Agulla de Mascarell, o de l'Ull de Mascarell, l'Agulla de n'Albà, l'Agulla de Rellà, el Rec, o Agulla, de les Llunes del Soler, o Rec del Soler, el Rec del Roure, el Rec de Perpinyà, el Rec de Tuïr, o Rec Reial de Tuïr, l'Ull d'Arnau, abans Botada d'Ervault, l'Ull de Ballaró, o Ull de Pellicer, l'Ull de Copons, o Ull del Mas d'en Curel, abans Trenc de Copons, l'Ull de Galliner, l'Ull de l'Agulla de la Pastera, l'Ull de les Colles, o del Mas de les Colles, l'Ull del Riu, abans Botada del Bosc, l'Ull del Terró, l'Ull de Mascarell, o del Mas Petit, l'Ull, o Ullal, de n'Albà, l'Ull de na Palet, l'Ull de Rigall, l'Ull d'Ervault, l'Ull de Sau, abans Botada de Vilar, l'Ull Germain i els Ulls de les Llunes del Soler, o les Llunes del Soler (abans, les Tres Llunes del Soler); associada amb els canals d'irrigació hi ha la Comporta de la Font Sant Juli i la Comporta de la Prada. Alguns són ja noms desapareguts: l'Agulla Grossa, de drenatge, la Botada de Vilar, d'irrigació, la Canal, anomenada Agulla del Mas d'en Camó a Sant Feliu d'Avall, l'Eixau, o la Descàrrega, de Ballaró (antic ull), i l'Ull de les Prades de Tuïr.
El tercer tipus de cursos d'aigua està format pels còrrecs que flueixen en les zones de relleu més accentuat, sobretot en els contraforts dels Aspres del sud-oest del territori: el Còrrec de Cebrià, el de Font Espinosa, el de Grafan, el de la Flequera, el de la Guilla, el de la Por, el de la Trencada, sovint anomenat sense la paraula còrrec, el del Barracó, el del Causse, el de les Aibrines, el de les Escomelles, el de les Mangoixes, el de Llevamans, el de Llosanera, el de l'Obra, anomenat Còrrec de la Creu a Santa Coloma de Tuïr, el del Rigall, el del Rossinyol, el dels Joncars, anomenat Còrrec del Vidrer a Santa Coloma de Tuïr, el del Vidrer, el d'en Palet, o de les Feixes d'en Palet, el de Puig Rodon, el de Salaó i la Dou, o Còrrec de la Dou.
El terme de Tuïr té algunes fonts d'anomenada: la Font de la Plaça, la Font de l'Agulla Cabdal del Soler, la Font de la Carbonella, la Font del Mas de la Vila, la Font del Portal de Perpinyà, la Font del Rec del Roure,. També hi ha alguna font desapareguda, conservada en la memòria col·lectiva, com la Font de Cap d'Home, la del Portal de Llupià, la Font del Portal de Santa Coloma i la Font d'en Puça.

### El relleu
Tres quartes parts del terme de Tuïr són dins de la Plana del Rosselló, però el sector oriental del terme, la major part limítrof amb Castellnou dels Aspres, pertany als darrers contraforts dels Aspres, que formen el massís del Rigall. Sense que signifiqui cap alçària extraordinària, però damunt d'un terme que oscil·la entre els 75 i els 100 metres, el Rigall assoleix els 246, en el seu punt més alt, ja dins de Castellnou dels Aspres, però proper al límit amb Tuïr. A l'extrem sud del terme, al lloc on es troben els termes de Tuïr, Santa Coloma de Tuür, Terrats i Llupià es troba el Puig Rodon, de 136 m alt, i al sector sud-est de la mateixa vila de Tuïr, el Puig Cerví, de 91. També cal esmentar el Serrat del Sol, vessant oriental del Rigall, al límit del terme, i les Serres, lleuger serrat just a ponent de la vila.

### El terme comunal de Tuïr
Els noms de les partides cadastrals i altres indrets destacats del terme de Tuïr són els següents (alguns indiquen un paratge a l'entorn d'un altre element anteriorment esmentat): les Aibrines, l'Arbre d'en Carrabí, les Arenes, la Bertrana, el Camí del Soler, el Camí de Llupià, el Camí de Pesillà, els Camps del Cabrit, els Camps del Castell, els Camps de les Arces, els Camps d'en Closca, la Carbonella, la Colomina de l'Eula, la Colomina Gran, la Dou, les Escomelles, les Espaçoles, la Ferme-École, Font de Cubrís, la Garriga, Horts de la Trencada, Laurinyà, Mas Badia, Mas Brossa, Mas Cancell, abans Pont d'en Granger, Mas de Flors, Mas d'Avall, Mas de la Vila, Mas de les Colles, Mas del Sau, Mas dels Platanes, Mas de Montcalm, Mas d'en Curel, Mas d'en Joli, Mas d'en Marià, Mas d'en Ratero, Mas Maureta, abans Mas del Gascou, Mas Petit, Mas Sant Josep, o d'Amanric, Mas Sornià, els Molls, les Momies, Palaldà, o Palaudà, les Parets d'en Cellera, Pas de la Sanya, Pas de Nabou, la Pedrosa, la Pietat, Pla de Rellà, els Prats, o la Prada, Rellà, Ronyà, Salaó, Santa Margarida, Sant Sebastià. el Vidrer i Vinya de Copons, o de Capons. També es conserven en la memòria popular noms antics, ara ja en desús: l'Aspre de Sant Cebrià, el Camí de les Cabres (ara, Centre Hospitalari de Tuïr), els Camps de la Muralla, els Closals, la Colomina, la Crosa, la Divisòria de les Aigües, les Eres, els Escronals, la Femada, Horts del Molí, les Portes, el Rec (antigament, tota la part oest del terme, les Rotes, els Torrells i els Vinyers (antigament, tota la part meridional de la comuna).
Esment a part mereixen les nombroses termes i senyals termenals que delimiten el terme comunal de Tuïr, i que donen nom al lloc on es troben. Diverses reben el nom de fita: Fita del Pou Vila, del Vinyer del Rei, de la Dou, de la Vinya del Batlle, de la Vinya de n'Imbert, de la Vinya d'en Marín, del Camp d'en Deprada, del Camp d'en Parral (els cinc darrers noms ja en desús), i les Fites de Salaó. En d'altres es fa servir el terme piló, com tres de diferents anomenades senzillament Piló, el Piló Pou Vila, el de l'Agulla de Mascarell, el de la Ruta d'Elna, el de la Ruta d'Illa, el de la Vinya del Parral (nom antic), el del Mas d'en Claret, el de l'Oliveda de l'Arnau, el del Perer (els dos darrers, noms antics), el del Roc de Mascarell, el del Serrat del Sol, el del Vinyer del Rei, el d'en Ponç (nom antic), el de Puig Rodon, el Piló i Fita de la Ruta de Millars, els Pilons del Causse i els Pilons de Mascarell.

## Activitats econòmiques
La principal activitat econòmica de Tuïr és l'agricultura, però pel seu caràcter de petita capital sotscomarcal, els sectors de comerç, indústria i serveis tenen una presència important, ja que Tuïr aglutina tot el que no tenen els pobles del seu entorn. La major part del terme és conreat, bàsicament de vinya (pràcticament tres quartes parts); dos terços per a vins de denominació d'origen controlada, la resta per a vins comuns. Hi ha també arbres fruiters, principalment presseguers, albercoquers i pomeres, i una certa quantitat de producció d'hortalisses: escaroles, tomàquets, enciams, julivert, espàrrecs, llegums i fruits primerencs, molts amb hivernacles.
D'indústria, antigament eren importants la producció de terrissa, paper i bótes, però són actiivitats del tot desaparegudes. En l'actualitat hi ha algunes empreses de construcció i obres públiques, així com diversos professionals artesanals. Tanmateix, la principal indústria és la producció de vins i aperitius: les Caves Byrrh hi tenen uns cellers de gran magnitud, amb la tina de fermentació de roure més gran de tot el món; pesa un centenar de tones, buida, amb 10 metres d'alçada i 12,5 de diàmetre. Aquesta empresa, creada pels germans Violet a final del segle xix, experimentà una gran progressió durant la dècada dels anys 1930 del, però després caigué en picat. El 1961 l'activitat hi fou represa de la mà de la companyia Dubonnet-Cinzano, que introduí productes nous. A la fi de la dècada següent se'n feu càrrec el grup Pernod-Ricard-Cusenier. En l'actualitat depenen d'aquesta empresa cellers de Talteüll, Espirà de l'Aglí, Ribesaltes, Sant Aciscle, a Perpinyà i Portvendres. A més, les velles caves Byrrh són un atractiu turístic molt important, que ha servit de base perquè els vinyaters agrupats dels Aspres hi hagin instal·lat al costat mateix el seu celler cooperatiu.

## Transports i comunicacions

### Carreteres
Tuïr és un dels punts de comunicació més importants del Rosselló, i hi passen, o hi menen, diverses carreteres.
La D - 18 (Terrats - Tuïr) surt de Tuïr cap al sud-est i mena a Santa Coloma de Tuïr en 1,6 quilòmetres, i a Terrats en 3,6.
La D - 48 (D - 2, a Queixàs - D - 615, a Tuïr), que se'n va de Tuïr cap al sud-oest i mena a Castellnou dels Aspres en 5,9 quilòmetres i a Fontcoberta, del terme de Queixàs en 12,9.
La D - 85 (Tuïr - El Soler), que uneix directament aquestes dues poblacions. Surt de Tuïr cap al nord-est, i mena al Soler en 8,1 quilòmetres.
La D - 612 (Estagell - D - 22, a Sant Cebrià de Rosselló) travessa el terme de Tuïr de nord a sud-est. Des de Tuïr mena en 23 quilòmetres a Estagell, en 19 a Montner, en 11 a Millars, pel costat nord-oest, i 1 a Llupià, en 7 a Trullars, en 13,5 a Bages de Rosselló, en 16,5 a Montescot, en 22 a Elna i en 26 a Sant Cebrià de Rosselló, pel costat de llevant.
La D -612a (D - 900, a Perpinyà - Tuïr), que uneix Tuïr amb el cap i casal de la Catalunya Nord en 15,1 km.
La D - 615 (Illa - Ceret) travessa el terme de Tuïr de nord-oest a sud-est, i coincideix de traçat amb la 612 en el quilòmetre que hi ha de Tuïr a Llupià. Mena des d'aquest poble, cap al nord-oest, a Corbera de les Cabanes (8 km) i Illa (14). Cap al sud-est, aquesta carretera duu a Llupià (1 km), Terrats (2,5 km), Forques (5,5), Torderes (9,5), Llauró (12,6) i Ceret (22).

### Ferrocarril
En l'actualitat, no hi ha cap línia de ferrocarril que relligui Tuïr amb cap altra població, però sí que n'havia existit una: la línia Tuïr - Perpinyà, que era coneguda popularment com el Mataburros. S'ha transformat en camí de vàlua turística per a bicicletes.

### Transport públic col·lectiu
A causa de la seva proximitat amb Perpinyà i el seu paper de sotscapital, Tuïr està força ben comunicat.
D'una banda, la línia 380 del servei departamental de Le bus à 1 € enllaça Perpinyà amb Paçà a través de Tuïr, Trullàs, Vilamulaca i Trasserra. Ofereix cinc serveix al dia que passen per Tuïr, en cada sentit, de dilluns a dissabte. Per aquesta línia, Tuïr és a 20 minuts de Perpinyà i de Trullàs, a 25 de Vilamulaca, a 38 de Trasserra i a 40 de Paçà. No circula els dies festius.
La línia 390 del mateix servei porta de Perpinyà a Forques a través de Toluges, Tuïr, Santa Coloma de Tuïr i Terrats. Té 11 serveis diaris en cada direcció (tot i que un d'ells es queda a Tuïr, venint de Perpinyà, de dilluns a dissabte, i no circula els dies festius. Per aquesta línia, Tuïr és a 42 minuts de Perpinyà, a vuit de Toluges, està un quart d'hora resseguint les diferents parades de la vila, i després és a cinc minuts de Santa Coloma de Tuïr, a deu de Terrats i a un quart d'hora de Forques.
La línia 391 del mateix servei duu de Tuïr a Cameles (la Casa de la Vila i la Ferreria), passant per Castellnou dels Aspres i tornant a Cameles (Bellacrossa, Polig i el poble de Cameles). Ofereix un sol servei diari, i no circula els dies festius. Des de Tuïr duu en 10 minuts a la Ferreria, la Casa de la Vila de Cameles i Castellnou dels Aspres, en un quart d'hora a Bellacrossa i Polig i en 20 minuts al poble de Cameles.
Finalment, la línia 421 del mateix servei anterior uneix Sant Cebrià de Rosselló Platja amb Millars, passant per Sant Cebrià de Rosselló, Alenyà, Elna, Montescot, Bages, Trullars, Llupià, Tuïr i Millars. Ofereix dos serveis diaris en cada direcció, de dilluns a dissabte. No circula els dies de festa. Per aquesta línia, Llupià és a 5 minuts de Tuïr i a 25 de Millars, cap al nord-oest, i a cinc de Trullars, a quinze de Bages, vint de Montescot, 25 d'Elna, 35 d'Alenyà, 40 de Sant Cebrià i 50 de Sant Cebrià Platja, cap a llevant.

### Els camins del terme
Una part dels antics camins que unien Tuïr amb els pobles de l'entorn han estat convertits en modernes carreteres, per la qual cosa reben el nom de rutes: la Ruta d'Elna, abans Camí de Trullars, la Ruta de Millars, la Ruta de Perpinyà, la Ruta de Sant Feliu (d'Avall) i la Ruta d'Illa, abans Ruta o Camí de Conflent. D'altres camins també menaven a pobles dels entorns, com el Camí de Castellnou, ara també anomenat Ruta, el Camí de Llupià, el Camí de Llupià a Perpinyà, el Camí del Soler, el Camí del Soler a Pontellà, el Camí de Pesillà, el Camí de Santa Coloma, també anomenat Ruta, el Camí de Santa Coloma a Llupià, el Camí de Terrats, el Camí Vell de Castellnou, el Camí Vell del Soler i la Travessa del Soler.
Els altres camins menen a indrets diversos del terme de Tuïr: Camí de la Muntanya (des de Llupià), Camí de la Pedrosa, Camí de la Prada (dos de diferents), Camí de l'Arbre d'en Carrabí, Camí de la Sanya, Camí de la Teuleria, Camí del Bosc, Camí del Convent, anteriorment Camí de les Cabres, Camí de les Basses, Camí de les Parets d'en Cellera, Camí de les Teuleries, o de la Teuleria, Camí del Mas de la Torre, Camí del Molí Nou, Camí dels Camelencs, Camí dels Joncars, Camí del Vidrer, Camí de n'Albà, Camí de Ronyà, ara anomenat Ruta d'Illa, Camí de Salaó, ara conegut com a Camí de Pontellà, Camí de Santa Magdalena, Camí Fariner, Camí Vell del Molí Nou i el Torn de la Vila. D'altres són noms antics, ara ja en desús, com el Camí de Cubrís.

## Història

### Edat mitjana
El primer document que esmenta la vila de Tuïr és del 953, quan hi ha una donació a Sant Miquel de Cuixà in villa Tecorio. Apareix ed diversos documents més, sempre vinculant Tuïr als comtes de Cerdanya-Besalú, primer, i de Besalú després, fins a l'any 1111, quan aquest comtat quedà unit al de Barcelona. Des d'aleshores foren senyors els comtes-reis de la casa de Barcelona, que arribaren a tenir residència a Tuïr, al castell de la vila. No fou fins al 1429 que Tuïr marxà del senyoriu directe del comte-rei; aquell any, Alfons IV el Magnànim cedí el senyoriu de Tuïr al vescomte Ramon de Perellós, en recompensa als seus serveis a Sardenya, Nàpols i la costa africana. Aquesta donació provocà grans protestes dels vilatans, que posaren un plet al mateix rei, ja que Jaume I el Conqueridor havia promès, l'any 1243, no alienar mai el domini de la vila. El plet fou guanyat, i la donació al vescomte de Perellós, revocada.

### Edat Moderna
El 1542, Tuïr va ser cremat per les tropes del delfí Enric de França, amb la qual cosa desaparegueren els arxius de la vila. Això fou el pretext per a una forta reforma del règim municipal: els cònsols de la vila passaren de ser elegits, a ser nomenats per insaculació. El 1667 Lluís XIV de França donà Tuïr i Toluges a Josep de Margarit i de Biure, marquès d'Aguilar, tot i la forta oposició dels ciutadans de Tuïr, però el 1669 es va veure obligat a revocar la decisió, i els drets senyorials de la vila foren venuts als cònsols i ciutadans per 16.800 lliures; el rei es reservava només la jurisdicció (alta, mitjana i baixa). El 1751 es creà el càrrec de governador de Tuïr, que fou atribuït al senyor de Vivers. Això suscità una nova polèmica, ara amb el senyor de Llor. El senyor de Vivers obtingué finalment la cessió de les justícies, fins a aquell moment privilegi reial, però la Revolució Francesa va suposar la fi de l'Antic Règim. La Guerra Gran suposà un altre episodi rellevant per a Tuïr: a mitjan 1793 les tropes del general espanyol Ricardos ocupà Tuïr, i hi feu una encesa proclama.

## Demografia

### Demografia antiga
La població està expressada en nombre de focs (f) o d'habitants (h)
| Evolució demogràfica de Tuïr entre 1358 i 1790 | Evolució demogràfica de Tuïr entre 1358 i 1790 | Evolució demogràfica de Tuïr entre 1358 i 1790 | Evolució demogràfica de Tuïr entre 1358 i 1790 | Evolució demogràfica de Tuïr entre 1358 i 1790 | Evolució demogràfica de Tuïr entre 1358 i 1790 | Evolució demogràfica de Tuïr entre 1358 i 1790 | Evolució demogràfica de Tuïr entre 1358 i 1790 | Evolució demogràfica de Tuïr entre 1358 i 1790 | Evolució demogràfica de Tuïr entre 1358 i 1790 | Evolució demogràfica de Tuïr entre 1358 i 1790 | Evolució demogràfica de Tuïr entre 1358 i 1790 | Evolució demogràfica de Tuïr entre 1358 i 1790 | Evolució demogràfica de Tuïr entre 1358 i 1790 | Evolució demogràfica de Tuïr entre 1358 i 1790 |
| 1355                                           | 1359                                           | 1365                                           | 1378                                           | 1470                                           | 1515                                           | 1553                                           | 1643                                           | 1709                                           | 1720                                           | 1730                                           | 1765                                           | 1767                                           | 1774                                           | 1789                                           |
| ---------------------------------------------- | ---------------------------------------------- | ---------------------------------------------- | ---------------------------------------------- | ---------------------------------------------- | ---------------------------------------------- | ---------------------------------------------- | ---------------------------------------------- | ---------------------------------------------- | ---------------------------------------------- | ---------------------------------------------- | ---------------------------------------------- | ---------------------------------------------- | ---------------------------------------------- | ---------------------------------------------- |
| 259 f                                          | 250 f                                          | 259 f                                          | 161 f                                          | 143 f                                          | 157 f                                          | 94 f                                           | 103 f                                          | 225 f                                          | 273 f                                          | 269 f                                          | 900 h                                          | 1.563 h                                        | 1.550 h                                        | 320 f                                          |

Font: Pélissier 1986

### Demografia contemporània
| Evolució de la població |       |       |       |       |       |       |       |       |
| 1793                    | 1800  | 1806  | 1821  | 1831  | 1836  | 1841  | 1846  | 1851  |
| 1.511                   | 1.705 | 1.911 | 1.944 | 2.197 | 2.483 | 2.485 | 2.507 | 2.633 |

| 1856  | 1861  | 1866  | 1872  | 1876  | 1881  | 1886  | 1891  | 1896  |
| ----- | ----- | ----- | ----- | ----- | ----- | ----- | ----- | ----- |
| 2.626 | 2.384 | 2.410 | 2.407 | 2.524 | 2.667 | 2.799 | 3.006 | 3.055 |

| 1901  | 1906  | 1911  | 1921  | 1926  | 1931  | 1936  | 1946  | 1954  |
| ----- | ----- | ----- | ----- | ----- | ----- | ----- | ----- | ----- |
| 3.114 | 3.226 | 3.197 | 3.164 | 3.234 | 3.397 | 3.460 | 3.310 | 3.514 |

| 1962  | 1968  | 1975  | 1982  | 1990  | 1999  | 2005  | 2008  | 2010  |
| ----- | ----- | ----- | ----- | ----- | ----- | ----- | ----- | ----- |
| 3.717 | 4.192 | 6.023 | 6.356 | 6.638 | 7.257 | 7.427 | 7.372 | 7.267 |

| 2013  |
| ----- |
| 7.347 |

Fonts: Ldh/EHESS/Cassini fins al 1999, després INSEE a partir deL 2004

### Evolució de la població

Població 1962-2008

## Administració i política

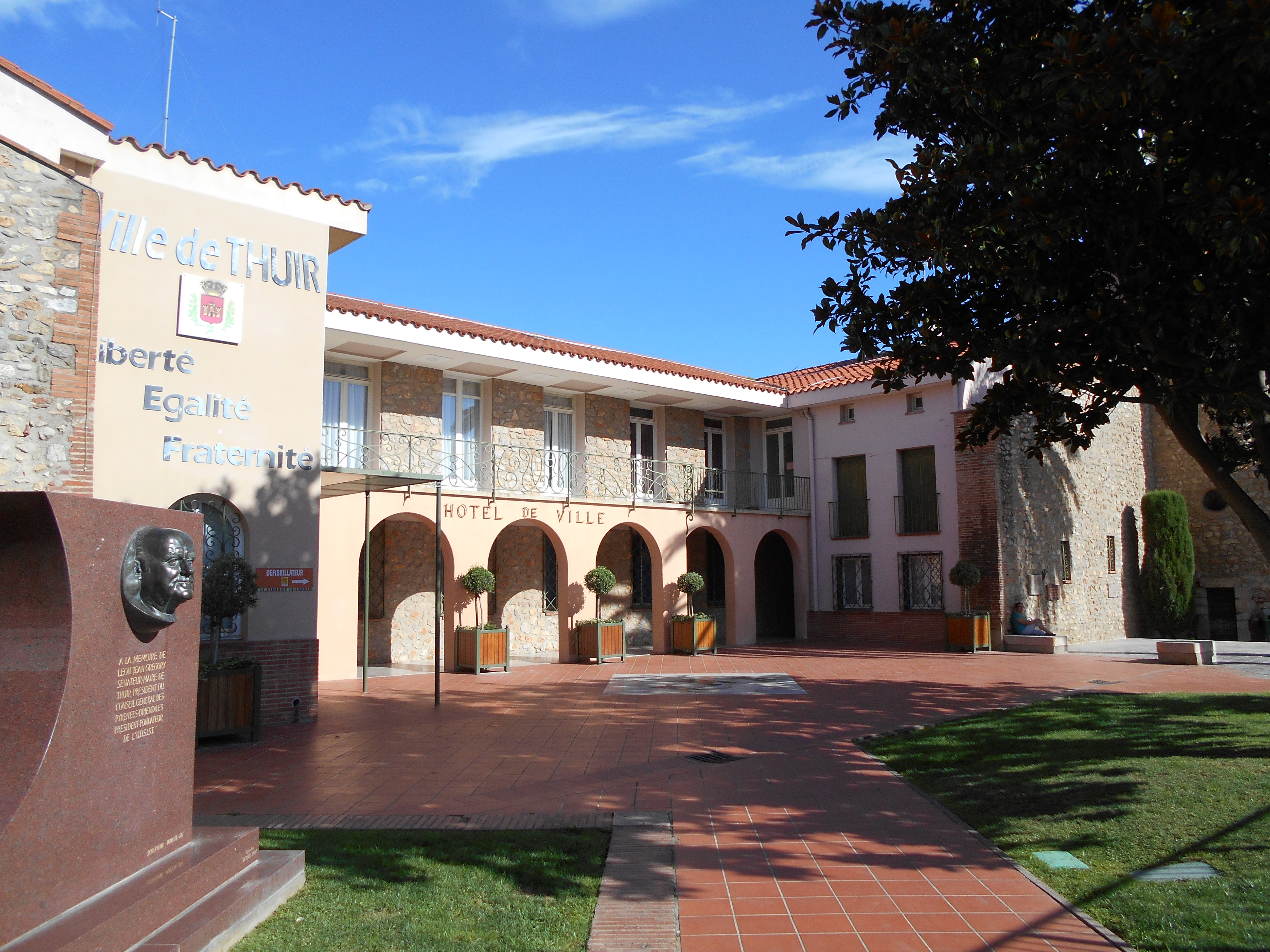
La Casa del Comú

### Batlles[16]
| Període              | Nom                    | Opció política | Comentaris |
| -------------------- | ---------------------- | -------------- | ---------- |
| 1790 - 1792          | François Coll de Vivès |                |            |
| 1792 - 1793          | Gensane                |                |            |
| 1793 - 1793          | Joseph Roca            |                |            |
| 1793 - 1795          | Joseph-Roca Pastor     |                |            |
| 1795 - 1796          | Sauveur Graffan        |                |            |
| 1796 - 1798          | Sébastien Espanyo      |                |            |
| 1798 - 1800          | Joseph Tignères        |                |            |
| 1800 - 1808          | Joseph Sala-Roca       |                |            |
| 1808 - 1815          | Mathieu Anglada        |                |            |
| 1815 - 1815          | Baptiste Costanadas    |                |            |
| 1815 - 1817          | François de Roig       |                |            |
| 1817 - 1825          | Mathieu Anglade        |                |            |
| 1825 - 1830          | François de Roig       |                |            |
| 1830 - 1830          | Joseph Sala-Bonet      |                |            |
| 1830 - 1830          | Joseph Maria-Gelcen    |                |            |
| 1830 - 1831          | Jean-Baptiste Vilanova |                |            |
| 1831 - 1831          | Joseph Sala-Bonet      |                |            |
| 1831 - 1831          | Pierre Godefroy        |                |            |
| 1831 - 1832          | Jean Ciuro             |                |            |
| 1832 - 1833          | Jean Batlle            |                |            |
| 1833 - 1833          | Pierre Godefroy        |                |            |
| 1833 - 1837          | Joseph Maria-Gelcen    |                |            |
| 1837 - 1843          | Pierre Do              |                |            |
| 1843 - 1848          | Jean Amanrich          |                |            |
| 1848 - 1851          | Jean Batlle            |                |            |
| 1851 - 1852          | François de Roig       |                |            |
| 1852 - 1852          | Antoine Llorens        |                |            |
| 1852 - 1858          | Jean Batlle            |                |            |
| 1858 - 1862          | Joseph Maria-Gelcen    |                |            |
| 1862 - 1870          | Louis Ripoll           |                |            |
| 1870 - 1871          | Charles Vaills         |                |            |
| 1871 - 1871          | Louis Ripoll           |                |            |
| 1871 - 1872          | Charles Vaills         |                |            |
| 1872 - 1872          | François Gauze         |                |            |
| 1873 - 1874          | Joseph Sales           |                |            |
| 1874 - 1878          | Louis Ripoll           |                |            |
| 1878 - 1878          | Joseph Sales           |                |            |
| 1878 - 1885          | Joseph Bolte           |                |            |
| 1885 - 1885          | Jean Casenove          |                |            |
| 1885 - 1892          | Paul Moliné            |                |            |
| 1892 - 1892          | Joseph Calvet          |                |            |
| 1892 - 1902          | François Écoiffier     |                |            |
| 1902 - 1906          | Raymond Méric          |                |            |
| 1906 - 1929          | Hyacinthe Marty        |                |            |
| 1929 - 1931          | Jules Descossy         |                |            |
| 1931 - 1940          | Louis Noguères         |                |            |
| 1940 - 1941          | René Puig              |                |            |
| 1941 - 1943          | Louis Cormier          |                |            |
| 1943 - 1944          | Pierre Baillette       |                |            |
| 1944 - 1944          | Louis Cormier          |                |            |
| 1944 - 1945          | Pierre Baillette       |                |            |
| 1945 - 1947          | Louis Noguères         |                |            |
| 1947 - 1982          | Léon-Jean Grégory      |                |            |
| 1982 - 1989          | Albert Passama         |                |            |
| 1989 - Moment actual | René Olive             |                |            |

### Legislatura 2014 - 2020

#### Batlle
- René Olive.

#### Adjunts al batlle[17]
- 1r: Jean-Marie Lavail. Conseller delegat de Finances i de Recursos Humans
- 2a: Nicole Gonzalez. Consellera delegada de Cultura i d'Animació
- 3r: Thierry Voisin, Conseller delegat d'Esports, Vida associativa i Policia municipal
- 4t: Jean-Claude Bernadac. Conseller delegat d'Acció social, Habitatge i Solidaritat
- 5a: Nicole Mon. Consellera delegada de Comunicació
- 6è: Raymond Lemort. Consellera delegada d'Obres i Serveis tècnics
- 7è: Jeanne-Marie Bouchal. Conseller delegat d'Urbanisme i de Cementiri
- 8è: Maud Rouault. Consellera delegada de Vida als barris.

#### Consellers municipals
- Christophe Bardement. Conseller delegat de Mercats
- Brigitte Bataller-Sicre. Consellera delegada de Sales, Albergs i del Centre
- Alix Bourrat. Consellera delegada de Programació teatral
- Franck Huette. Conseller delegat d'Energia i Entorn
- Raymond Perez. Conseller delegat d'Excombatents
- Angéline Ricart. Consellera delegada de Coordinació de les associacions de solidaritat i d'Ajuda social
- Dénise Ruiz. Consellera delegada d'Educació i del Consell Municipal de Joves
- Christophe Such. Conseller delegat de Circulació i de Seguretat.
- Nadine Blanchard
- Damien Brossard
- Christine Carpio
- Louis Clottet
- Jean Dunyach
- Laurie Ferrer
- Pierre Maury
- Caroline Moy
- Régis Porra
- Sabine Raynal
- Pascal Segura
- Anna Vaux.

### Adscripció cantonal

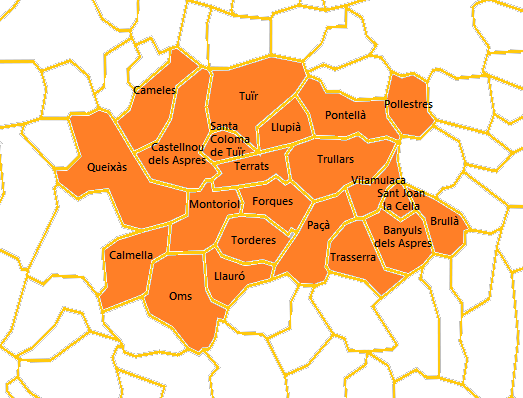
Mapa del Cantó 1 dels Aspres

A les eleccions cantonals del 2015 Tuïr ha estat inclòs en el cantó número 1, denominat Els Aspres, amb capitalitat a la vila de Tuïr i amb els pobles de Banyuls dels Aspres, Brullà, Calmella, Cameles, Castellnou dels Aspres, Forques, Llauró, Llupià, Montoriol, Oms, Paçà, Pollestres, Pontellà i Nyils, Queixàs, Santa Coloma de Tuïr, Sant Joan la Cella, Terrats, Torderes, Trasserra, Trullars i Vilamulaca. Hi han estat escollits com a consellers departamentals Édith Pugnet, del Partit Comunista - Front d'esquerra, Vicepresident del Consell departamental, adjunta al batlle de Cabestany, i René Olivé, del Partit Socialista, Vicepresident del Consell departamental, batlle de Tuïr.

## Ensenyament i cultura

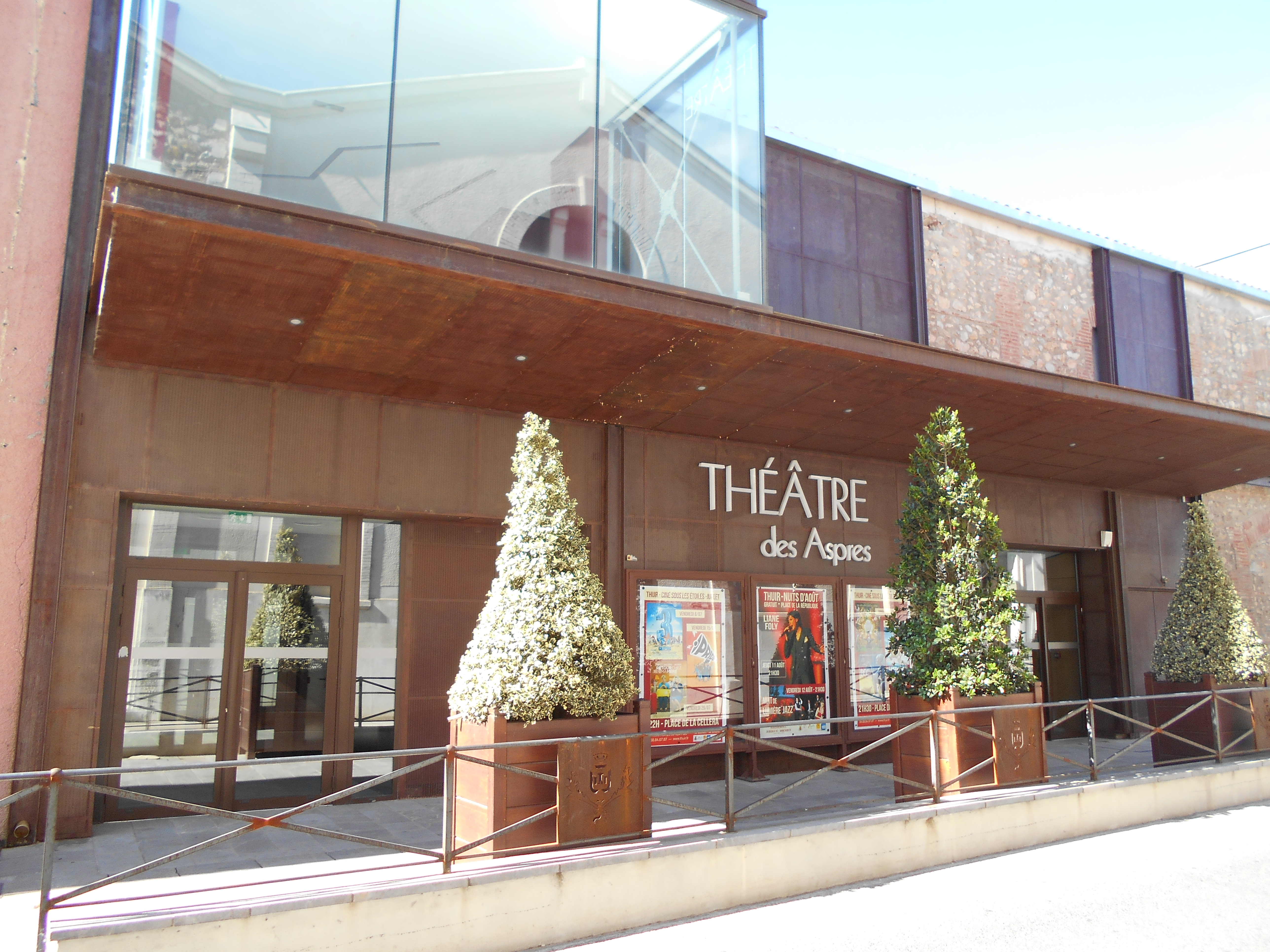
El Teatre dels Aspres

Tuïr disposa de dues escoles maternals (Les muriers i Michel Maurette), dues d'estudis primaris (Jean Jaurès i Jules Ferry), i un col·legi (Pierre Moreto) d'estudis secundaris, que serveix setze pobles dels entorns de Tuïr. No té, en canvi, liceu per als estudis de batxillerat. Els estudiants de la vila solen anar a Perpinyà per tal de seguir aquests estudis.
Entre els edificis culturals de Tuïr cal comptar de forma destacada amb el Teatre Municipal, Teatre dels Aspres, construït damunt d'un tram de muralla nord de la vila, així com amb el Centre Cultural i Escola de Música, situat en un espai obert on hi havia la muralla del sector oest de la vila antiga.

## Persones il·lustres
- Frederic Escanyé (1833-1906), diputat
- Gustau Violet, (1873-1952), escultor i escriptor
- Carles Grandó, (1889-1975), poeta i escriptor
- Eugène Ribère, (1902-1988), jugador de rugbi a 15
- Léon-Jean Grégory (1909-1982), alcalde de Tuïr i senador
- Marcel Gili, (1914-1993), escultor i pintor